# Râul Valea Rea, Bădeni
- Pentru alte râuri omonime, vedeți pagina de dezambiguizare Valea Rea.

Râul Valea Rea este un curs de apă, al patrulea afluent de dreapta al râului Bădeni, care este - la rândul său - al treizecilea afluent de stâga al râului Dâmbovița. 